# Vasili Fesénkov
Vasili Grigórievich Fesénkov (en ruso: Васи́лий Григо́рьевич Фесе́нков; 1 de enerojul./ 13 de enero de 1889greg. – 12 de marzo de 1972) fue un astrofísico soviético.

## Biografía
Fesénkov nació en Novocherkask, Óblast del Voisko del Don, Imperio ruso. Después de graduarse en la Universidad de Járkov (1911), ingresó en la Sorbona, donde obtuvo el doctorado en 1914, colaborando por entonces en los observatorios de París-Meudon y de Niza. Fue uno de los fundadores del Instituto Astrofísico Estatal (ru) en 1923 (posteriormente rebautizado como Instituto Astronómico Sternberg), donde trabajó como director entre 1936 y 1939. En 1935, fue elegido miembro de la Academia de Ciencias de la Unión Soviética, siendo el primer astrónomo en realizar un estudio sobre la luz zodiacal utilizando fotometría, sugiriendo una teoría acerca de su dinámica.
Fundó el Instituto Astrofísico en Almá-Atá (actualmente Almatý), siendo su director hasta su jubilación en 1964. También fue elegido miembro de la Academia de Ciencias de Kazajistán.
Trabajó sobre cosmogonía, sobre el sistema planetario y acerca de la astronomía solar. En 1947 viajó al lugar de la  explosión del bólido de Tunguska, estimando la masa y la órbita del cuerpo que impactó sobre el bosque siberiano en 1908, investigando así mismo el impacto del meteorito de Sijoté-Alín que cayó en 1947.
Fesénkov fue galardonado con tres Órdenes de Lenin, la Orden de la Bandera Roja y diversas medallas. El cráter lunar Fesenkov lleva este nombre en su memoria, al igual que el cráter marciano Fesenkov. Así mismo, el planeta menor 2286 Fesenkov (descubierto en 1977 por el astrónomo soviético Nikolái Chernyj) conmemora su nombre.
Murió en Moscú el 12 de marzo de 1972, siendo enterrado en el Cementerio Novodévichi.

### Necrologías
- IAJ 11(1972) 162

- Datos: Q1584750
- Multimedia: Vasily Grigorievich Fesenkov / Q1584750